# Radio Garden
Radio Garden ist ein gemeinnütziges niederländisches Radio- und Digital-Forschungsprojekt, das von 2013 bis 2016 vom Niederländischen Institut für Bild und Ton unter der Leitung von Golo Föllmer von der Martin-Luther-Universität Halle-Wittenberg, von der Transnational Radio Knowledge Platform und fünf weiteren europäischen Universitäten entwickelt wurde. Laut dem Dienst ist die Idee, die Grenzen des Radios auszudehnen. Es gewann 2016 an Popularität, als es die Marke von 8000 registrierten Sendern überschritt. Wie auf The Radio Conference 2016 angekündigt ging Transnational Encounters viral.

## Bedienung und Funktionalität
Die Oberfläche der Website ist eine dreidimensionale Darstellung, bei der der Benutzer durch eine Darstellung des Globus navigiert und dabei Sendungen lokaler Radiosender hört, die sich in gewisser Weise auf die Technologie der Kurzwellenradios über große Entfernungen beziehen. In diesem Fall erfolgt die Verbreitung der Radioausgabe durch Datenpakete (Streaming). Die Homepage mit dem Titel Live ermöglicht es dem Benutzer, die Welt in Echtzeit zu erkunden und zu hören, was die lokalen Radiosender senden. Dazu ist es lediglich notwendig, den Globus zu drehen. Die Plattform bietet auch Informationen über das Land, aus dem das Signal übertragen wird.

## Vielfalt und Design
Innerhalb von Radio Garden sind die Radiosender nach geografischen Gesichtspunkten geordnet und nach Städten gruppiert. Das Design besteht aus grünen Punkten, die über die Karte gelegt werden und mit der Anzahl der verfügbaren Sender in der Region an Größe zunehmen. Entwickelt wurde diese Idee von den deutschen Firmen Studio Puckey und Studio Moniker in Zusammenarbeit mit dem Niederländischen Institut für Bild und Ton. Radios sind an vielen Orten weltweit verfügbar.
Am 14. März 2020 wurde eine neue Version mit verbesserten Funktionen veröffentlicht.

## Schnittstelle und Konvertierung
Die Website hat die generische Top-Level-Domain .garden übernommen, die ursprünglich für Gartenprofis gedacht war. Die Benutzeroberfläche passt sich dem entsprechenden Browser und der Auflösung an. Für die Übertragung muss das vom Sender erzeugte Signal von Radio auf Streaming-Bearbeitung umgewandelt werden. Der Dienst benötigt eine Internetverbindung, um zu funktionieren. Unterstützte Konvertierungsformate für das Streaming sind MP3, Ogg und AAC.